# Israhel van Meckenem
Israhel van Meckenem foi um gravador e ourives alemão. Foi o gravador mais prolífico do século XV e uma figura importante na história dos primeiros mestres gravadores.
Era filho de um ourives e deve ter aprendido a arte com seu pai. Apesar do nome de origem judaica, não era possível a judeus trabalharem como ourives na época. O "van" sugere uma origem holandesa para a família e vários lugares na Alemanha e na Holanda são chamados de Meckenem. Trabalhou com o Mestre E. S., o maior gravador nórdico da época. Era com certeza uma figura próspera e bem estabelecida na época.
Ele retrabalhou algumas obras do Mestre E. S. após a morte desse último. Também fez várias cópias de outras obras, até mesmo de Dürer. Também copiou obras do Mestre de Housebook, Martin Schongauer e Hans Holbein. Suas obras próprias eram marcadas pelo naturalismo. Ele retrabalhou várias gravuras, produziu em sua oficina várias obras e as distribuiu por toda Europa.